# Революция и Гражданская война в Дагестане (март 1917 — май 1919)
Революция и Гражданская война в Дагестане — политическая и военная борьба, проходившая на территории Дагестанской области в ходе революций 1917 года и гражданской войны в России.

## Февральская революция в Дагестане
К началу Февральской революции 1917 года Дагестан являлся наиболее экономически отсталым регионом Северного Кавказа, где господствовали полуфеодально-полупатриархальные отношения, буржуазия едва появилась, а пролетариат состоял в основном из русских, проживавших в Петровске (ныне Махачкала).
4 (17) марта на Северном Кавказе стало известно о падении монархии. 9 (22) марта представители национальной интеллигенции собрали в Темир-Хан-Шуре (ныне Буйнакск) многолюдный митинг, на котором был избран Временный Дагестанский областной гражданский исполком, в который, кроме рабочих и солдат, вошли представители интеллигенции, мусульманского духовенства, помещиков и предпринимателей. Председателем стал инженер Зубайр Темирханов, принадлежавший к кадетской партии. В состав исполкома, ставшего органом власти Временного правительства, вошли также князь Нух-Бек Тарковский, Нажмудин Гоцинский, помещик Даниял Апашев, фабрикант М.-М. Мавраев (владелец типографии и консервных заводов), учёный-арабист М.-К. Дибиров, адвокаты Гайдар Бамматов и А. Гасанов, юрист А. Далгат. Позднее исполком пополнился социалистами Махачем Дахадаевым, Джелал-эд-Дином Коркмасовым и Алибеком Тахо-Годи.
При этом все акты, принятые комитетом, утверждались военным губернатором. «Единомыслие у новой правящей группы со старым губернатором было настолько дружное, что не было никаких конфликтов на этой почве». Лишь в начале апреля военный губернатор был отстранён от должности.
Через некоторое время из Петрограда в качестве областного комиссара Временного правительства прибыл один из лидеров дагестанской буржуазии Ибрагим-бек Гайдаров.

## Организация органов власти и совдепов
6 (19) апреля по решению образованного 9 (22) марта 1917 в Тифлисе Особого закавказского комитета (ОЗАКОМа), в состав которого вошли члены Государственной думы во главе с кадетом Харламовым, для управления Дагестаном был создан Особый комиссариат в составе И. Гайдарова, М. Далгата и представителя областного исполкома. Комиссариат немедленно назначил во все округа и участки своих комиссаров. Кроме того, были избраны окружные и участковые исполкомы.
Параллельно с этим в марте в Петровск-Порте, Дербенте, Темир-Хан-Шуре, в местах расположения воинских частей (Хасавюрте, Чири-Юрте, Дешлагаре, Хунзахе, Гунибе, Кумухе, Ботлихе, Ахты), в аулах Кайтаго-Табасаранского и Кюринского округов возникли Советы рабочих, крестьянских и солдатских депутатов, состоявшие из представителей различных партий и групп; руководство принадлежало преимущественно меньшевикам и эсерам.
11 (24) марта 1917 в Петровск-Порте был организован Совет рабочих депутатов во главе с меньшевиками и эсерами; затем образовался и Совет солдатских депутатов Петровского гарнизона, впоследствии слившийся с рабочим совдепом.

## Создание Союза объединённых горцев
5 (18) мая во Владикавказе на 1-м Съезде полномочных представителей горских народов был образован Союз объединённых горцев Северного Кавказа и Дагестана во главе с Тапой Чермоевым. Одним из его заместителей был Башир Далгат, представлявший Дагестан. Председателем Дагестанской секции ЦК стал полковник князь Нух-Бек Тарковский. Также одним из членов ЦК от Дагестана был Махач Дахадаев. Среди членов и кандидатов в члены ЦК были С. Габиев, Алибек Тахо-Годи, Джелал-эд-Дин Коркмасов.
Муфтием (главой Духовного управления мусульман) Северного Кавказа был избран Нажмудин Гоцинский, который также вошел в состав ЦК.

## Милли комитет
В апреле в Темир-Хан-Шуре шариатисты во главе с отставным полковником, крупным помещиком Даниялом Апашевым создали партию «Джамиат уль-исламия», выступавшую под лозунгами панисламизма. Эту организацию поддержали Нажмудин Гоцинский и Узун-Хаджи Салтинский.
В сентябре в Темир-Хан-Шуре на базе «Джамиат уль-исламия» был сформирован Дагестанский областной национальный комитет, или Милли комитет, во главе с Д. Апашевым, Н. Гоцинским, и М.-К. Дибировым. Он имел собственные вооружённые отряды — исламскую милицию, издавал две газеты, располагал сетью комитетов и ячеек. Комитет подчинялся Союзу объединённых горцев Кавказа и, по существу, принял на себя все функции как областного исполкома и его органов на местах, так и Особого комиссариата.
Мусульманские комитеты были образованы также в Петровск-Порте, Дербенте и других крупных населённых пунктах. Милли-комитеты сыграли значительную роль в деле организации и укрепления новой власти.

## Рост влияния социалистов
В марте в Дербенте и Петровск-Порте возникли небольшие объединённые организации РСДРП, раскол в которых произошел лишь после провала июльской попытки большевистского путча. В Темир-Хан-Шуре была объединённая организация социалистов (эсеры и меньшевики). В столице Дагестана было всего 2—3 большевика, и партийная организация появилась только в мае 1918 года, после установления Советской власти.
Для захвата власти большевикам следовало опереться на солдат, поэтому они начали усиленную работу в воинских частях. Им удалось создать в 220-м полку в Петровск-Порте большевистскую организацию во главе с Сельтеневым.
Местные власти опасались роста большевистского влияния в войсках. И. о. председателя Дагестанского исполнительного комитета Гайдар Бамматов специальным письмом в ОЗАКОМ потребовал убрать из Петровска до двух тысяч солдат, которые, по его словам, являлись бывшими арестантами и каторжанами.
В конце мая в Темир-Хан-Шуре под руководством Коркмасова, бывшего большевика Хизроева, эсера Габиева и беспартийного социалиста Тахо-Годи была организована «Дагестанская социалистическая группа» во главе с Дахадаевым. Она не имела программы и устава и была неоднородна по политическим взглядам участников. Ряд её членов (Габиев, Казбеков, Коркмасов, Хизроев и др.) в 1917—1918 вступили в РКП(б). Большевики Петровска, не имевшие влияния за пределами города, блокировались с этой группой и использовали её в качестве проводника своего влияния.
Препятствием для распространения большевистского влияния на горцев Дагестана был Петровский Мусульманский комитет. Прибывший из Москвы лидер большевиков студент Уллубий Буйнакский провёл среди населения большую агитационную работу и в начале осени добился перевыборов комитета, в результате которых в его состав вошли большевики, а сам Буйнакский стал председателем. Впоследствии комитет был слит с Петровским совдепом.

## Второй Съезд горских народов
7 (20) августа на озере Эйзенам близ Анди состоялся Второй Съезд горских народов, на котором членом Союза стала Абхазия. Узун-Хаджи Салтинский попытался провозгласить Гоцинского имамом всего Северного Кавказа и фактически сорвал съезд, так как прочие делегаты его не поддержали. Чеченские шейхи и часть представителей Дагестана отказались признать претензии Гоцинского на имамат, и дело едва не дошло до вооружённого столкновения.
После этого члены Дагестанской социалистической группы вышли из состава Союза горских народов.
В тот же день на Первом Дагестанском областном съезде советов Областной Исполнительный Комитет был переизбран, и социалисты, пользуясь отсутствием на съезде руководителей Областного Совета, смогли, в результате упорной борьбы, привести к руководству людей по своему списку. На съезде была принята программа радикальной аграрной реформы, призванная санкционировать начавшийся на местах чёрный передел земли.

## Октябрьское вооружённое восстание
Получив известие о большевистском восстании в Петрограде, объединённое совещание руководства Исполкома, Милли комитета, секции Союза горцев Темирханшуринской городской думы, Совета военных депутатов и штаба Темирханшуринского гарнизона, состоявшееся 27 октября (9 ноября), отказалось признать власть Совета Народных Комиссаров, а через два дня второе совещание представителей тех же организаций в целях охраны порядка постановило образовать в городе «Особый комитет спокойствия», которому передали власть и поручили защищать порядок, установленный Временным правительством. В тот же день в Дербенте эсеро-меньшевистский совдеп принял резолюцию в защиту Временного правительства.

## Терско-Дагестанское правительство
6 (19) ноября во Владикавказе состоялось объединённое заседание войскового правительства Терского казачьего войска и ЦК Союза горцев Кавказа, которое постановило, что впредь, до восстановления в России законного правительства, вся полнота власти на местах переходит к казачьему и Горскому правительствам. 1 (14) декабря, в последней попытке остановить начинавшуюся на Северном Кавказе межнациональную войну, было объявлено о создании единого Терско-Дагестанского правительства.
Вооружёнными силами Горского правительства должны были стать части Туземного конного корпуса, вернувшиеся в сентябре на Кавказ и решением ЦК Союза горцев Кавказа от 31 октября (13 ноября) перешедшие в его подчинение.
В ноябре Горское правительство присоединилось к контрреволюционному Юго-Восточному союзу казачьих войск, горцев Кавказа и вольных народов степей, но этот проект так и остался на бумаге. На Втором съезде советов Дагестана, начавшемся 20 ноября (3 декабря), договор о присоединении был ратифицирован (30 ноября), а социалистическая группа, выступавшая против и оказавшаяся в меньшинстве, покинула заседание. В результате переизбранный исполком состоял только из представителей правых партий.
Гоцинский был избран в облисполком, вторично утверждён муфтием, и в таком качестве вошёл в состав правительства Горской республики.

Результаты самоопределения народов сказались сразу: раньше воскресенье было общим государственным праздником, днем отдыха и всё было закрыто, теперь же горские евреи, в руках которых была почти вся торговля в городах Дагестана, решили строго соблюдать свой день — субботу и закрывали все лавки, а дети не ходили в школы и гимназию. Мусульмане обиделись и, в свою очередь, объявили своим днём праздника пятницу (джума). Занятия в этот день в школах и полку не производились. Воскресенье, как и было раньше, осталось общим государственным праздником. Таким образом, три дня в неделю никто ничего не делал. Кроме того, один раз в неделю, как раз в понедельник, был большой базар, и все бросали свои дела и занятия и устремлялись на базар, не только купить что-либо, но и повидать своих родственников и знакомых, приехавших с гор. Весь день шаталась толпа по площади, узнавая новости (хабары) и сводя иногда даже свои счёты (кровавая месть). Во вторник кое-как приходили на работу, службу, вспоминая происшествия накануне и никакой продуктивности не было ни в чём.— Б. М. Кузнецов. 1918 год в Дагестане, с. 513

## Начало противостояния
После Октябрьской социалистической в России на заседании Петровского совдепа 7(20) ноября 1917 по предложению делегата Второго Всероссийского съезда Советов от Грозного Н. А. Анисимова была принята резолюция о признании Советской власти.
Противостояние социалистической группы Областному исполкому и его комитетам на местах, парализовало работу последних. В этих условиях ряд сельских обществ стали требовать отрыва членов исполкома от социалистов. Муфтий Гоцинский открыто обвинил социалистическую группу в подрывной работе: «Я встретил упорное сопротивление со стороны социалистической партии, которая подпольными ухищрениями сеет разрыв и не даёт мне развернуться».
Пытаясь противодействовать большевистской революции, меньшевики и эсеры предложили создать «Комитет спасения революции», но из этой затеи ничего не вышло, так большевики вошли в его состав и добились избрания председателем солдата-большевика Сельтенева, после чего использовали комитет для захвата власти. Командир Кавказского туземного конного корпуса сообщал начальнику Кавказского военного округа, что «в Петровске очень тяжёлое положение. Комиссия спасения революции с большевистским направлением захватила власть, потребовала от начальника гарнизона полного подчинения… Телеграф захвачен комитетом…».
Процесс большевизации Петровского Совета завершился 13 (26) ноября выборами его нового состава. Председателем избрали Стельтенева, на этом заседании было решено упразднить Комитет спасения революции и полностью взять власть в свои руки. На сторону Советской власти перешёл и дислоцированный в Петровске 220-й запасной пехотный полк. В конце ноября был создан Военный революционный комитет во главе с Авербухом, затем Буйнакским. 1(14) декабря 1917 на митинге в Петровске Буйнакский от имени ВРК объявил об установлении Советской власти. В ноябре большевики добились большинства в Дербентском Совете.
В Петровске была сформирована рабочая дружина, преобразованная затем в Интернациональный полк Красной гвардии.
Полностью овладеть городом большевикам не позволяло присутствие в Петровске 2-го Дагестанского конного полка, который соперничающие политические группы пытались перетянуть каждая на свою сторону.

Каждая партия, а их было много, жаждала власти. Брали деньги ото всех, кто давал. Главной денежной валютой были «закавказские боны», выпускаемые под обеспечение нефтяных богатств Азербайджанским правительством совместно с Русским Национальным Советом, из Астрахани же снабжали обильно «керенками». Горцы сразу поняли, что самой твёрдой валютой является теперь винтовка с патронами, с которыми можно достать всё.
Жизнь во всём крае была настолько расстроена, что никто не знал, кому подчиняться, и всадники 2-го Дагестанского конного полка решили, что сейчас зевать не надо и в определённые дни месяца исчезали из казарм на целый день и потом на вопрос: «Почему и куда самовольно отлучился?» — удивленно отвечали: «Как куда, разве не знаешь, что сегодня в ауле Коронай выдают жалованье красноармейцам?»
Оказывается, что они получали одновременно жалованье и от своего полка, и от большевиков, ибо числились на службе и там.— Б. М. Кузнецов. 1918 год в Дагестане, с. 512—513
Большие опасения вызывал проезд через Петровск частей Кавказского фронта, возвращавшихся после демобилизации, особенно 39-й пехотной дивизии, состоявшей из кубанских иногородних, и ставшей затем главной ударной силой большевиков в гражданской войне на Кубани. Власти Дагестана опасались, что петровские большевики могут использовать эти части для захвата города.
Эти опасения оправдались. По словам подполковника Б. М. Кузнецова,

К началу 1918 года положение в Темир-Хан-Шуре было почти критическое. Защита 2-м Дагестанским конным полком, под командой полковника Нахибашева, Порт-Петровска от проходящих большевиков кончилась неудачей. С большими потерями полк отошёл в направление на Шуру и остановился в селении Кумтор-Кале.— Кузнецов Б. М. 1918 год в Дагестане, с. 511
Попытка отстоять город силами одного полка была организована полковником Расул-беком Каитбековым, одним из соратников генерала Корнилова, отправившимся поднимать Дагестан на борьбу с большевиками.

## Вывод русских гарнизонов
Пытаясь противодействовать большевистской агитации в частях, командование Кавказского округа в ноябре решило перевести часть войск в горные крепости, под предлогом усиления гарнизонов, но столкнулось с противодействием солдатских комитетов, а в декабре, в связи с начавшимся разложением, было вынуждено отдать приказ об эвакуации гарнизонов крепостей Чечни и Дагестана, а затем и остальных частей, дислоцированных на Восточном Кавказе. При этом петровским большевикам удалось овладеть арсеналом крепости Гуниб, а один из наиболее влиятельных противников Советской власти, комиссар Аварского округа Кайтмас Алиханов, взял под контроль Хунзах.
Полковник князь Нух-Бек Тарковский, ставший командиром 1-го Дагестанского полка, объединил оба полка в один и был избран его командиром. Создав базу в Кумтор-Кале, он занял последнюю железнодорожную станцию Шамхал, севернее которой пути были разобраны чеченцами, и пытался получить оружие и боеприпасы от эвакуировавшихся через Дагестан надежных воинских частей, которые высаживались на станции и дальше шли походным порядком. Первым проходил отряд войскового старшины А. Г. Шкуро, но тот отказался делиться оружием. Дагестанцы даже хотели напасть на казаков, но Тарковский им запретил. Затем шел отряд терского казака генерала Э. А. Мистулова, с которым была достигнута договоренность о возможных совместных действиях, если гражданская война охватит Терек и Дагестан.
Формально части Тарковского подчинялись начальнику 2-й Туземной конной дивизии генералу И. З. Хоранову, штаб которого находился во Владикавказе, но постоянная связь с ним отсутствовала.

## Третий Дагестанский областной съезд

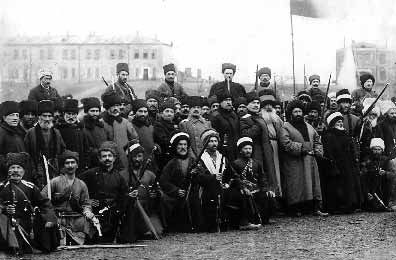
Отряд Гоцинского и Узун Хаджи в Темир-Хан-Шуре. Январь 1918

Областной исполком все больше утрачивал влияние, так как большевики фактически овладели Петровском и начали распространять своё влияние за его пределами, а горные районы после ухода гарнизонов частично оказались под контролем Узун-Хаджи и Гоцинского. В этих условиях было решено провести 9 (23) января Третий областной съезд для решения вопроса о форме правления в Дагестане «и согласования решений исполкома с требованиями шариата». Гоцинский воспользовался случаем, чтобы добиться своего признания в качестве имама. Собрав с помощью Узун-Хаджи целую армию горцев, численность которой источники оценивают от 6 до 15, а некоторые даже до 40 тыс. человек, он в назначенный день подошел к Темир-Хан-Шуре. В городе началась паника, особенно среди русских и евреев, некоторые уже собирались бежать, и Узун-Хаджи распространил примирительное заявление на русском, арабском, кумыкском и аварском о том, что никаких погромов не будет, и добавил, что его ложно обвиняют в намерении уничтожить интеллигенцию, обучавшуюся у русских.
Социалистическая группа ещё 7 (21) января устроила в Темир-Хан-Шуре митинг и начала раздачу оружия, а к Гоцинскому были направлены Дибиров и Тахо-Годи, предлагавшие не вводить войска в город. Это не помогло и 10 (24) января сторонники имамата с пением молитв вступили в столицу. Вели они себя образцово и никаких насилий допущено не было. На следующий день во время пятничной молитвы Узун-Хаджи снова провозгласил Гоцинского имамом, но опять столкнулся с оппозицией социалистов, на помощь которым из Петровска был направлен вооруженный отряд во главе с Буйнакским и Захарочкиным, который, «по тактическим соображениям», действовал от имени Петровского мусульманского комитета. Затем к городу начали стекаться вооружённые группы противников Гоцинского из соседних аулов, и соотношение сил начало выравниваться.
12 (25) января съезд начал работу. Гоцинскому был предъявлен ультиматум о выводе войск, а вопрос о законности его имамата был вынесен на совет алимов. 14 (27) января Гоцинский выступил перед областным советом с оправданиями, заявив, что он не против светского образования и культуры, но для религиозных нужд требуется введение шариата. 16 (29) января совещание алимов положительно решило вопрос о введении шариата, но относительно имамата мнения разделились и решения не было принято. 17-го (30-го) большинство съезда утвердило Гоцинского лишь в качестве муфтия. Узун-Хаджи был этим крайне недоволен, и, убедившись в слабости позиций Гоцинского, в гневе покинул Темир-Хан-Шуру, уведя своих сторонников в Чечню.
Не довольствуясь победой на съезде, социалистическая группа устроила 18 (31) января митинг, на котором в противовес Гоцинскому шейх-уль-исламом Дагестана был провозглашен Али-Хаджи Акушинский, выступавший против имама ещё на озере Эйзенам. Акушинского шейха поддерживали Даргинский, Темир-Хан-Шуринский и Хасавюртовский округа, а за Гоцинского стоял Аварский. Это привело к расколу, сыгравшему важную роль в истории гражданской войны в Дагестане.

## Дагестан в марте 1918 года

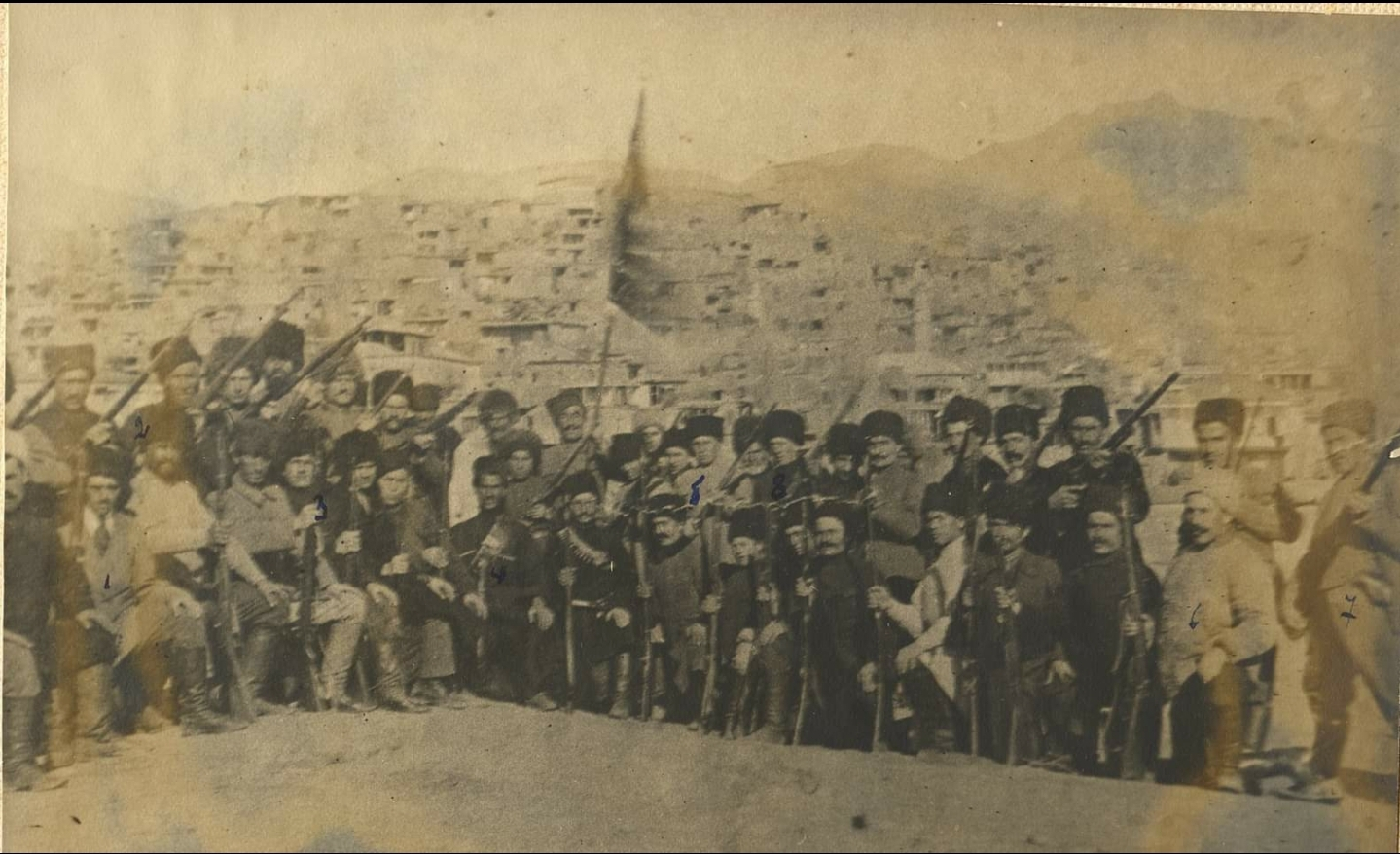
Антибольшевисиский отряд из Кумуха готовится к наступлению на Петровск, март 1918 года

Внутреннее и внешнеполитическое положение продолжало ухудшаться. Во времена Российской империи Дагестан и Баку снабжались продовольствием с Северного Кавказа, прежде всего, из богатого хлебом Хасавюртовского округа, но к началу 1918-го чеченские отряды в основном, завершили уничтожение русских деревень, немецких колоний и молдавских хуторов на Кумыкской плоскости, возвратив этот район в первобытное состояние. Железнодорожное сообщение было прервано из-за разрушения пути на участке Хасавюрт — Гудермес, и над юго-восточным Кавказом нависла угроза голода.
Из-за развала бакинских нефтепромыслов в Южный Дагестан вернулись массы отходников, что также осложнило ситуацию. К марту Петровский ревком распространил свой контроль до Чир-Юрта и Сулака на севере и селений Утамыш, Каякент и Мюрего на юге.
Петровские большевики занялись формированием собственных вооруженных сил, получив оружие у начавшего демобилизацию 220-го полка. Часть гарнизона осталась в городе, и из неё был сформирован интернациональный полк. Для содержания войск были нужны средства, но городская дума и гражданский исполком отказались их выделить. Тогда большевики разогнали законные органы власти и потребовали у буржуазии выплатить 350 тыс. рублей. Чтобы добиться своего, ревком прибег к излюбленному приему русских коммунистов и кавказских абреков — вымогательству:

Для приема денег был установлен 48-часовой срок и создана комиссия во главе с Уллубием Буйнакским. Буржуазия не торопилась внести установленную сумму. Тогда комиссия вынесла решение об аресте 60 наиболее упорствующих буржуев, и эта мера оказалась действенной,— деньги для содержания Красной гвардии и на нужды Военно-революционного комитета были внесены.— Магомедов Ш. М. Октябрь на Тереке и в Дагестане, с. 164
17 февраля 1918 мусульманский народный комитет, руководимый большевиками, принял решение о национализации частных предприятий. Буржуазия жаловалась в областной исполком, и тот принял решение о проведении военной кампании против большевиков.

## Разгром большевиков

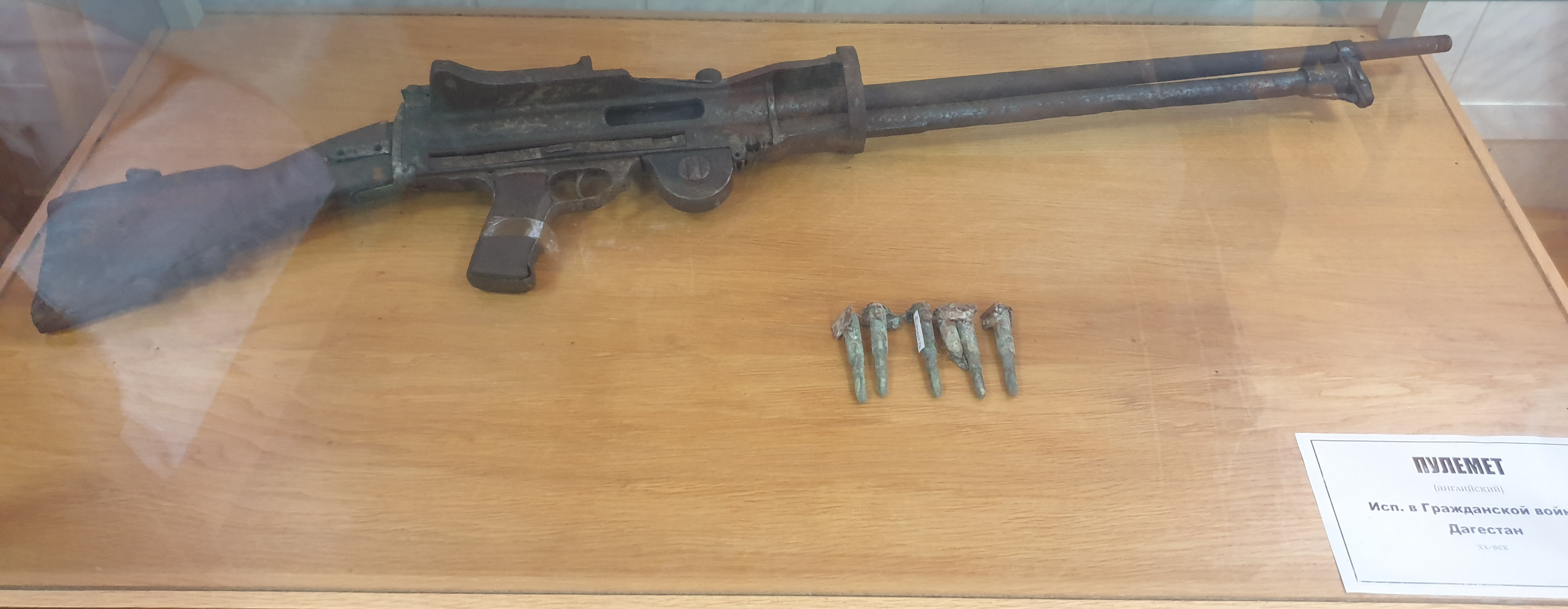
Английский пулемёт. Использовался в Гражданской войне в Дагестане. Гимринский историко-краеведческий музей

10 марта врио командира 2-го Дагестанского полка полковник А. Гольдгар получил приказ выступить в Петровск-Порт и «защитить честь и достоинство народа», ликвидировав большевистский режим. Для операции были собраны части Дагестанского полка князя Тарковского, во главе которых встал полковник Нахибашев, отряд аварской милиции из 300—400 человек с несколькими орудиями, приведённый Кайтмасом Алихановым, и небольшой отряд казикумухцев. Кроме этого, был оборудован самодельный бронепоезд под командованием капитана Бржезинского. По призыву князя Тарковского к походу присоединились офицеры-дагестанцы и небольшое количество русских — уроженцев Дагестана.
23 марта войско выступило в поход. Большевики не стали оборонять город и сдали его, а их руководство на кораблях ушло в Астрахань. Бронепоезд Бржезинского очистил от красных Дербент.
В Петровске установилась власть Гоцинского, заставившего жителей признать себя имамом. Его войска начали грабить русское и армянское население, и в городе были введены офицерские патрули.
Петровск-Порт был переименован в Шамиль-Калу. По словам советских авторов, «в Порт-Петровске и Дербенте началась вакханалия кровавых расправ над большевиками, армянским и русским населением». Ричард Пайпс охарактеризовал сложившуюся обстановку следующим образом: «Революция в Дагестане приняла характер религиозной войны местных против христиан и вестернизированных мусульман».

Никаких других властей, — пишет Тахо-Годи, кроме имамской, в это время в Дагестане не было. Всюду на улицах объявления: «Я, имам Северного Кавказа и Дагестана, Нажмуддин Гоцннский, призываю к спокойствию и зову под тень „моего зонта“ всех, кто жаждет мира и покоя». Исполкома уже не было совсем видно. Вся власть имаму! Вот лозунг дня. Водворяя порядок в Петровске, Гоцинский ввел публичные телесные наказания и на площадях бил по «мягким местам…»— Горцы Северного Кавказа и социалистическая революция, с. 101

## Бакинский поход
Вскоре из Баку поступили сведения о большевистском восстании, произошедшем 24—29 марта. Руководство бакинской коммуны с помощью дашнакских отрядов разгромило выступление мусаватистов, город был подвергнут бомбардировке с воздуха и с моря, а затем большевики и дашнаки устроили мусульманский погром, в котором погибло около 10 тыс. человек. Мусульмане Баку обратились к дагестанцам за помощью, и Гоцинский направил в Азербайджан часть своего войска и добровольческие отряды под командованием полковника М. Джафарова.
Экспедиция была плохо подготовлена, и полуторатысячный отряд, выступивший из Хурдалана на Баладжары и Баку, 7 апреля был разбит бакинской красной гвардией и Красной Интернациональной армией.

## Завоевание равнины большевиками
Бакинские коммунисты решили развить успех, разгромить антибольшевистские формирования в Дагестане и восстановить железнодорожное сообщение с Северным Кавказом. С этой же целью в Астрахани был сформирован экспедиционный отряд из 1600 человек. 17 апреля из Баку вышла флотилия М. Ефремова с отрядом красной гвардии и 36-м Туркестанским полком на борту. 20 апреля десанты, высаженные к югу и северу от Петровска, при поддержке орудий канонерки «Ардаган» выбили противника из города. 23-го прибыл экспедиционный отряд из Астрахани. Объединенные силы красных готовились выступить к Хасавюрту, когда Гоцинский 27 апреля напал на Петровск. В жестоком сражении его войско было разбито и бежало в горы, оставив на поле боя 1200 убитых.
Узун-Хаджи ответил на взятие Петровска сожжением Хасавюрта, последнего русского поселения на Кумыкской плоскости, которое чеченцы ещё не успели уничтожить.
Потерпев поражение, областной исполком 30-го предложил большевикам переговоры, те ответили ультиматумом, потребовав его роспуска и сдачи оружия. Сторонники Гоцинского и Узун-Хаджи не стали дожидаться возвращения парламентеров, опустошили склады Темир-Хан-Шуры и ушли в горы. 2 или 5 мая столица была без боя занята красным отрядом, который, по предложению Буйнакского, был составлен из астраханских мусульман, специально надевших фески, чтобы произвести благоприятное впечатление на жителей.
На сторону красных перешёл 1-й Дагестанский конный полк.
24 апреля отряд бакинской Красной гвардии во главе с Георгием Стуруа, захватил Дербент, после чего была подчинена значительная часть Южного Дагестана. 29 апреля вместо ревкома был образован Совет Народных Комиссаров Дербента и его района — орган Советской власти в Южном Дагестане, во главе со Стуруа.
В Темир-Хан-Шуре был образован ревком во главе с Коркмасовым. Его заместителем и военным комиссаром был назначен М. Дахадаев. К лету большевики взяли под контроль Темир-Хан-Шуринский, Казикумухский, Даргинский, Kaйтаго-Табасаранский и частично Гунибский и Кюринский округа. Летом ревкомы были заменены совдепами, действовавшими от имени СНК РСФСР.
20—25 июля в Темир-Хан-Шуре был проведен Первый съезд Советов рабочих, крестьянских и красноармейских депутатов городов и четырёх освобожденных округов Дагестанской области (Темир-Хан-Шуринского, Кайтаго-Табасаранского, Лакского и Даргинского), на котором присутствовал чрезвычайный комиссар Бакинского Совнаркома по Дагестану В. И. Нанейшвили. Съезд принял законы о национализации земли, рыбных промыслов, фабрик и заводов, об отделении церкви от государства и школы от церкви, о гос. власти и системе управления, о продовольственной политике, закончив свою работу избранием Дагестанского областного исполкома во главе с Коркмасовым, ставшим также председателем Темир-Хан-Шуринского совета. Решением съезда Буйнакский был командирован в Москву, чтобы доложить центральному руководству о положении в крае и просить помощи.

## Война в горах
Большевики начали создавать вооружённые силы для борьбы со сторонниками Гоцинского и облисполкома, контролировавшими большую часть горного Дагестана. 11 июня областной ревком объявил о создании Дагестанской Красной Армии. В её состав вошли астраханско-петровский отряд В. Ляхова, 1-й Дагестанский конный полк под командованием Тимошинина, отряды Г. Далгата, С.-С. Казбекова и другие, созданные в отдельных аулах (Кумторкала, Утамыш, Мюрего, Цудахар, Кумух, Нижний Дженгутай, Унцукуль и др.). Общая численность бойцов мусульманской красной армии составляла около 6—8 тыс. чел.
Астраханский отряд Ляхова в июле был преобразован в 1-й Дагестанский советский пехотный полк. Он состоял из русских, немцев, австрийцев, мадьяр, калмыков и поляков, и занимался, в основном, пьянством и грабежами.
В конце мая противники большевиков созвали в Гунибе народный съезд, который провозгласил возрождение имамата во главе с Гоцинским. Съезд объявил мобилизацию в шариатскую армию всех горцев в возрасте от 17 до 55 лет. Пополнив свои ряды, шариатисты развернули боевые действия на широком фронте — Кизлярские высоты, Аркас, Гимринские горы, Салатавия.
Узун-Хаджи и Гоцинский повсюду создавали шариатские суды, имевшие право приговаривать к смертной казни любого мусульманина, если он симпатизировал большевикам.

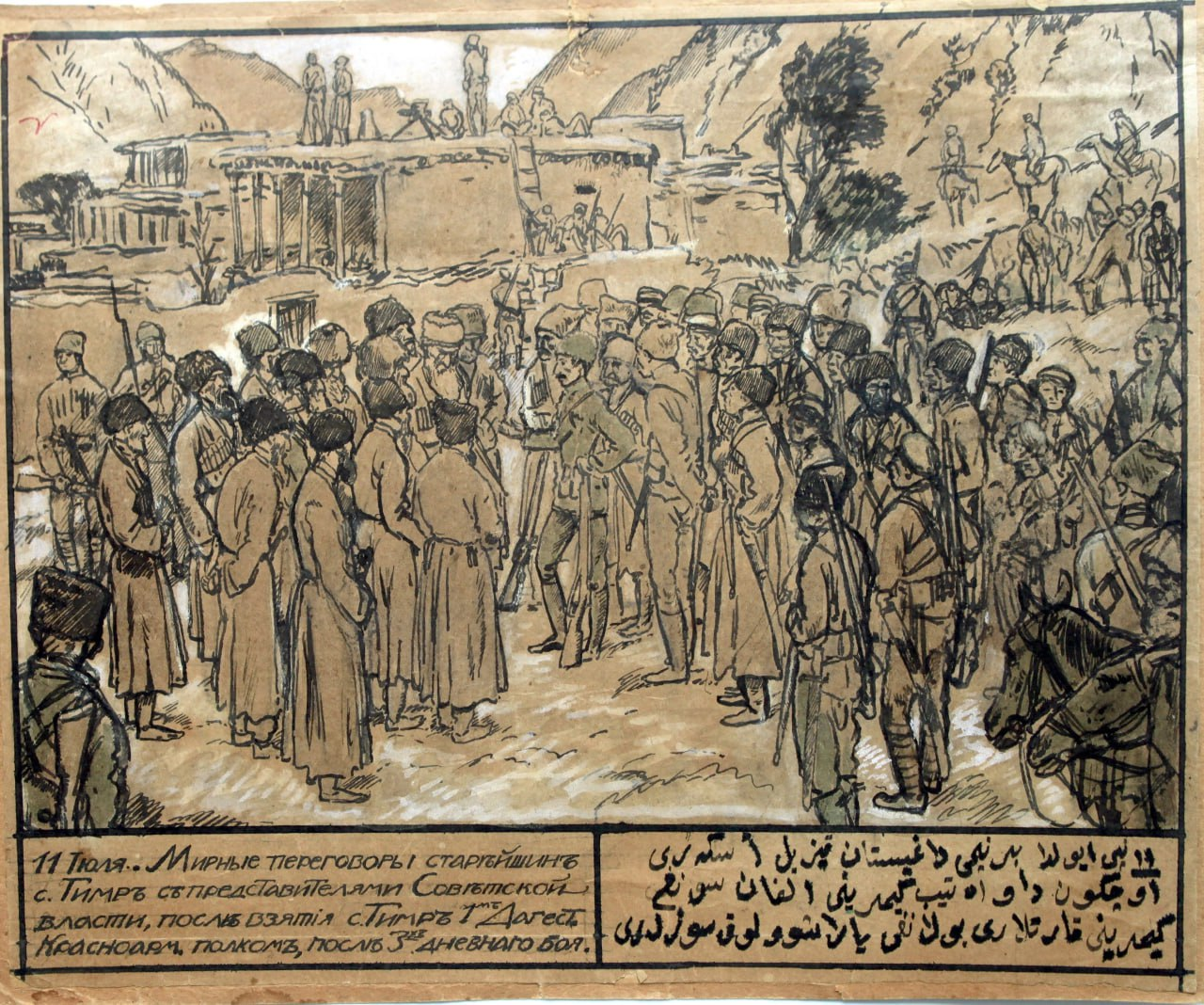
Переговоры в Гимры после взятия красноармейским полком. 11 июля 1918. Рисунок Евгения Лансере

Гоцинский сформировал несколько фронтов: Кизлярский — под командованием генерала М. М. Халилова, Гимринский — под командованием полковника Джафарова и Аркасский — под командованием полковника Тарковского, Алиханова и Арацханова. Войсками, наступавшими со стороны Салатавии, командовал сам Гоцинский.
Однако войска шариатистов, превосходившие противника числом, значительно уступали в вооружении. 26 мая в местности Тюзтау произошел бой, где красные при помощи артиллерии нанесли горцам поражение. В июне — июле произошло несколько сражений, в которых большевики одерживали верх благодаря применению артиллерии. 14 июля Гоцинский атаковал Нижнее Казанище, но был отражен артиллерийским огнём, 20-го горцы были разбиты под Кизляром, 23—24 июля произошло крупное сражение под Каранаем, где шариатистами командовал Джафаров. В первый день большевики потерпели поражение, но на следующий контратаковали и отбросили противника к Гимрам и Унцукулю, где, в свою очередь, были атакованы Гоцинским, и выбиты из аулов с большими потерями.
Особенности ведения боёв в горном Дагестане описывает Магомед Кади Дибиров:

Отряды Нажмуддина и Узун-Хаджи, не видавшие артиллерийского огня и не привыкшие к нему, разбегались, как только начинали над ними летать артиллерийские снаряды. Большевики не осмеливались ввязываться в рукопашный бой с горцами, а обстреливали их издали из орудий и пулемётов. Русские большевики страшились рукопашного кинжального боя дагестанцев. По этим причинам бои между большевиками и горцами были короткие, кончавшиеся бегством большевиков от кинжального боя, а горцев — от артиллерийского боя. Отряды Нажмуддина и Узун-Хаджи имели привычку: разбитые в бою, они не останавливались в бегстве до самых домов и аулов. Разбитые в одном пункте, они не занимали другой пункт. Узун-Хаджи и Нажмуддин их вновь собирали. Среди них исключение составляли ходжалмахинцы, куппинцы и гергебильцы, которые держали дольше всех фронт и сильно бились в бою.— Цит. по: Лобанов В. Б. История антибольшевистского движения на Северном Кавказе, 1917—1920 гг.: на материалах Терека и Дагестана, с. 206
Бои с переменным успехом продолжались до августа, когда на территорию Дагестана вступили войска полковника Лазаря Бичерахова.

## Наступление Бичерахова
В начале августа 1918 в Дагестан с юга вошли части полковника Бичерахова, ушедшего из осаждённого Баку.  15 августа он занял Дербент. Большевики отступали по железной дороге.
20—28 августа большевики сдерживали наступление в районе Мамедкалы. Красные отступали на север от одной станции к другой. Несколько дней за Петровск шли ожесточенные бои. 2 сентября Махач Дахадаев пошёл на переговоры и сдал город. По условиям договора за Бичераховым оставалась прибрежная полоса, а отряды Дахадаева отступали в Темир-Хан-Шуру. Бичерахов обещал не участвовать в гражданской войне в Дагестане, а действовать только против турок. Однако вскоре бичераховцы вытеснили большевиков из Темир-Хан-Шуры, и 19 сентября ввели туда свой гарнизон.

## Диктатура князя Тарковского
К 20 сентября советская власть в Дагестане пала. Лидеры дагестанских большевиков Дахадаев и Коркмасов отправились в горы набирать новое ополчение, а князь Тарковский с разрешения Бичерахова также ввел свои части в Темир-Хан-Шуру. Будучи военным министром Горского правительства, он вступил в переговоры с Бичераховым. Само правительство в феврале перебралось из Владикавказа в тифлисский отель «Ориент», и на Батумской конференции в мае договорилось с турками об интервенции в Дагестан. Бичерахов потребовал отказа от турецкой поддержки, и обещал очистить Дагестан от большевиков, если из области будут выведены турецкие войска, постепенно накапливавшиеся в горных районах с конца мая.
Во время переговоров Тарковский неожиданно объявил себя диктатором Дагестана, хотя с Горским правительством не порвал, и позднее оправдывал свои действия перед Чермоевым тем, что пошел на этот шаг ради сохранения порядка в области. Полковник Джафаров, дающий в своих мемуарах язвительные характеристики деятелей антибольшевистского лагеря, утверждает, что князем двигали исключительно корыстные соображения, поскольку он был крупным землевладельцем. «Нух был уверен, что Бичерахов сохранит ему его титул, чины и главное его земли. Сделают ли то же турки, он сомневался».
25 сентября между Тарковским и Бичераховым в Петровске было подписано соглашение, разграничившее сферы их влияния. Бичерахов сохранял за собой Петровск-Порт, железную дорогу и выход в море. Остальной Дагестан переходил к диктатору Тарковскому, который должен был признать законную верховную власть в России, когда та установится. Тарковский должен был помочь отряду Бичерахова предметами снабжения и продовольствием со складов Продовольственного комитета в Темир-Хан-Шуре. Бичерахов же обещал передать Тарковскому оружие и боеприпасы для создания отрядов, предназначенных для борьбы с большевиками. Кроме того, Тарковский получил от Бичерахова крупную сумму денег.
Сам Бичерахов по этому соглашению был объявлен главнокомандующим вооруженными силами в Бакинской губернии и Дагестане.
При этом власть Тарковского оставалась номинальной даже в Темир-Хан-Шуре, так как Бичерахов разместил здесь отделение своего штаба, которое занималось заготовкой продовольствия, а при случае производило аресты, никак не согласуя их с диктатором. Помешать этому Тарковский не мог, так как все его вооруженные силы состояли из одного полка, в котором службу несли одни офицеры. Когда Тарковский заявил «энергичный протест» по поводу вмешательства в его внутренние дела, то в ответ получил разъяснение, что Бичерахов является представителем центральной власти, а князь — всего лишь местный правитель.
22 сентября по приказу Тарковского был схвачен и расстрелян Махач Дахадаев, а набранные им отряды, лишившись предводителя, разошлись по домам.

## Переписка с Чермоевым
К началу октября турецкая угроза усилилась. 6-го Дербент был захвачен 4-тыс. турецким отрядом, и 12 октября там была провозглашена власть Горского правительства. В город прибыл председатель Горского правительства Чермоев, вступивший в переписку с Бичераховым и попытавшийся добиться вывода его войск с территории, принадлежащей правительству «Северо-Кавказской республики», или перехода на сторону правительства. В случае отказа, он угрожал Бичерахову войной с некими «национальными силами», а после разгрома обещал «расстрел всех пленных как изменников».
Бичерахов, которого это послание немало позабавило, 15 октября в ответном письме указал, что воюет на российской территории, ни о какой Северо-Кавказской республике не слышал, и с иронией заметил, что на послании Чермоева стоит печать совсем другого образования — «Союза горцев Кавказа», после чего резюмировал: «Странно приглашать меня и мои войска уходить с границ
того, что ещё не имеет даже определенного названия». При этом он предложил Чермоеву участвовать в управлении Дагестаном и борьбе с большевиками, при условии вывода турецких войск.
Чермоев на словах был согласен, и написал Бичерахову:

Вы очистили Дагестан от большевиков, давайте очистим и Терскую область, Ставропольскую губернию, где живут члены нашего союза, ногайцы, туркмены, также, если до сих пор не кончено, то и Кубанскую область, где наши черкесы бок о бок с генералом Алексеевым бились с самого начала и бьются до сих пор с большевиками. То, что возможно между генералом Алексеевым и одним из членов нашего союза — черкесами, легко возможно между нами.— Горцы Северного Кавказа и социалистическая революция, с. 138—139
Однако в итоге предпочел ориентироваться на турок.

## Кавказско-Каспийское правительство
Бичерахов использовал Дагестан как базу для борьбы с красными на Кизлярском фронте и оказания помощи терским повстанцам, одним из руководителей которых был его брат Георгий. Через терцев в августе 1918 до Восточного Кавказа дошли первые неясные известия о Добровольческой армии Деникина и Алексеева, сражающейся с большевиками где-то на Кубани.
К сентябрю Бичерахов, располагавший неограниченными средствами, навербовал множество добровольцев, и его отряд, списочный состав которого достиг 30 тыс. чел., стал называться Кавказской армией, а флотилия, которую он увел из Баку, флотом.
С этими силами Бичерахов решил попытаться восстановить русскую власть на Кавказе, для чего связался с Временным Всероссийским правительством и приступил к организации регионального объединения «не занятых неприятелем и сохранивших верность России» областей.
12—19 октября в Петровске прошло совещание представителей указанных территорий, завершившееся утверждением Положения о Кавказско-Каспийском союзе областей (в дальнейшем часто именовался просто Каспийско-Кавказским союзом), в состав которого вошли девять представителей (двое от Терского Казачье-Крестьянского правительства, двое от Закаспийского исполнительного комитета, двое от Муганской диктатуры и по одному от городов Петровска, Дербента и Армянского национального совета).
Согласно Положению, Совет обладал широкими полномочиями: назначал главнокомандующего, вел переговоры с союзниками, формировал местную казну и местное законодательство. Тогда же было объявлено об избрании Временного Союзного правительства — исполнительного органа Совета Союза. Формального главы это правительство не имело, но фактическим главой, а также заведующим военным и морским отделом и главнокомандующим был сам Бичерахов.

## Турецкое наступление
Пока Бичерахов сражался с большевиками под Кизляром и занимался государственным строительством, турки перебросили в Дагестан 15-ю пехотную дивизию Юсуфа Иззет-паши, и при поддержке азербайджанских, дагестанских и чеченских формирований перешли в наступление. В сражении у Мамедкалы 13—14 ноября войска под командованием полковника Б. В. Никитина отбросили противника к Дербенту, но затем под давлением превосходящих сил с упорными боями отступили к Петровску.
23 октября Иззет-паша взял Темир-Хан-Шуру, а 4 ноября, в нарушение условий Мудросского перемирия, и пользуясь тем, что его войска формально принадлежали Азербайджанской и Горской республикам, атаковал Петровск. В жестоком сражении на Таркинских высотах 4—5 ноября русские остановили турок, но затем Бичерахов принял решение об эвакуации.
8 ноября турки и Горское правительство вступили в Петровск-Порт, но уже в конце ноября по требованию англичан войска Иззет-паши были выведены из Дагестана, а 30-го отряд бичераховцев прибыл на поезде из Баку и высадился в Петровске.

## Британский протекторат
После ухода турок Горское правительство обратилось за покровительством к командующему английскими войсками в Баку генералу Томсону. 9 декабря его посетила делегация во главе с Пшемахо Коцевым, просившая поддержать стремление горцев к независимости. Томсон заявил, что вопрос о государственном строе горцев может решить только Парижская мирная конференция союзников, но дал понять горскому правительству, что своей деятельностью оно может доказать способность к управлению. В то же время Томсон предложил делегации объединиться с казачеством Терека и образовать коалиционное правительство для оказания реальной помощи Деникину против Советской власти.
Согласившись в принципе, Коцев, по его словам, отказался сделать это без народного доверия горских племен. 15 декабря Чермоев, скомпрометировавший себя сотрудничеством с турками, ушел в отставку, 17-го на его место был избран Коцев, утвержденный через два дня решением Союзного совета горцев. 18—22 декабря в Темир-Хан-Шуре был проведен съезд представителей Дагестана, Чечни и Осетии и нескольких кабардинцев, случайно оказавшихся в Дагестане. Это совещание вручило ему «всю полноту власти как от горского, так и от казацко-русского населения».
Деникин иронизирует над словами Коцева, указывая, что новая власть всего Северного Кавказа восходила «к генералу Томсону и собранию случайных людей, проживающих вблизи Дагестана, так как в начале декабря вся Кабарда, Осетия, Ингушетия и половина Чечни находились во власти советов и фактически были отрезаны от Дагестана». Распространение этой власти на Тереке обусловливалось договором, заключенным Горским правительством с беженцами с Терека, проживавшими в Петровске и именовавшимися Временным правительством казаков и крестьян Терского края (часть восставших терских казаков после поражения осенью 1918 ушла в Дагестан).
В новом правительстве за представителями Терека были зарезервированы портфели министров юстиции, труда и призрения и госконтроля, представлявшие собой декоративные должности.
27 декабря в Темир-Хан-Шуру прибыла миссия полковника Роулинсона, а 13 января 1919 в Петровск был введен небольшой британский отряд. Затем англичане создали на острове Чечень военно-морскую базу.
15 января 1919 в Темир-Хан-Шуре состоялся Всеобщий съезд представителей Дагестана с целью выборов членов в меджлис Горской Республики. На съезде были выбраны 27 делегатов. 20 января 1919 открылось первое заседание меджлиса.

## Конфликт с Деникиным
В феврале 1919 правительство Коцева вступило в конфликт с Деникиным, войска которого продвигались в Осетии, Ингушетии и Чечне. Вместо сотрудничества с белыми Коцев направил лидеру секты Кунта Хаджи Али Митаеву деньги, на которые тот начал формировать красноармейские отряды, а когда в Чечню была направлена карательная экспедиция П. Н. Шатилова, войска Горского правительства обязались её поддержать, но вместо этого заодно с чеченцами атаковали белых.
На съезд чеченского народа, устроенный Деникиным в апреле, Горское правительство направило князя Капланова, известного своей русофобией, и переговоров не получилось. Более того, Коцев распустил по Чечне ложный слух о том, что Деникин собирается назначить правителем Терской области казачьего генерала, и это привело к новым волнениям.

## Подготовка большевистского переворота
В самом Дагестане правительство контролировало только Темир-Хан-Шуринский округ, остальные районы подчинялись своим шейхам, а большевики с января начали готовить в Астрахани экспедицию в Дагестан. В феврале в Дагестан прибыл Уллубий Буйнакский, 19-го был поведен подпольный съезд всех большевистских организаций. Дагестанская социалистическая группа самораспустилась, и была организована Дагестанская организация большевиков, избран обком во главе с Буйнакским и разработан план подготовки вооруженного захвата власти при поддержке астраханских большевиков. Руководство подготовкой к восстанию было поручено Военному совету, во главе которого также встал Буйнакский. В течение зимы были сформированы партизанские отряды, численностью около 8 тыс. чел.
В конце марта 1919 на помощь дагестанским большевикам прибыл из Астрахани представитель РВС 11-й армии О. М. Лещинский. На состоявшемся в апреле втором «пленуме» обкома он был введен в состав этой организации и Военного совета.

## Политический кризис
По словам Деникина, в Дагестане, не имевшем предпосылок независимого существования, наступил экономический кризис и полное бюджетное банкротство, осложненное воинствующей политикой меджлиса.
В таких условиях сохранить независимость было невозможно. Горское правительство меняло министров, слало отчаянные ноты «своим народам», союзникам и англичанам и объявляло всеобщую мобилизацию (18—30-летних) для борьбы против добровольцев. Однако создать серьезную вооруженную силу не удалось. Все, чем располагало правительство, были находившиеся под командованием полковника Хабаева Дагестанский конный полк, Чеченский и Кумыкский дивизионы. Англичане принимали участие в командовании «союзными силами республики», но свои силы считали нейтральными, призванными только «охранять порядок». Терский отряд Колесникова, находившийся в Петровске, при выходе частей Добровольческой армии к границам Дагестана двинулся на соединение с ней в направлении Кизляра. Союзники дали денег (Азербайджан дал 12 миллионов), Грузия предоставила боеприпасы, но войск они прислать не могли. Мобилизация вообще не удалась, а «формирование красноармейских частей из большевиков, осевших в Чечне и Дагестане, и вообще широкое покровительство большевикам восстановило против горского правительства всю буржуазию и туземное офицерство».

## Разгром большевистского подполья
Попустительство большевикам, почти открыто готовившимся к перевороту, и в преддверии выступления начавшим всеобщую забастовку работников железной дороги и почтовых служащих Петровска, Дербента и Темир-Хан-Шуры, сильно раздражало дагестанских военных.
Переворот был назначен на 2 мая, но эскадра, вышедшая из Астрахани, вместо Петровска направилась к восточному берегу Каспия, где захватила Форт-Александровск, а затем была атакована англичанами. 13 мая почти весь подпольный обком, собравшийся на совещание в Темир-Хан-Шуре, был арестован военными, а двукратные попытки красного ополчения захватить город были отбиты, и повстанцы рассеялись по своим аулам.
Арестованные были помещены в петровскую тюрьму, а 16 или 18 августа Буйнакский и его товарищи были расстреляны по приговору военно-шариатского суда.

## Отставка Горского правительства
В поисках выхода горский меджлис 16 апреля принял решение о политическом объединении с Азербайджаном. Осуществлению этого плана мешало пребывание в Петровске русского отряда, который после отставки Бичерахова подчинялся командующему войсками ВСЮР в Закавказье генералу М. А. Пржевальскому, и имел задачей восстановление железнодорожного сообщения по линии Петровск-Порт — Грозный. 29 марта Томсон потребовал вывести этот отряд с территории Дагестана, но генерал заявил, что подчиняется только своему командованию.
9 мая в селе Ишкары собрались старейшины и судьи Верхнего Дагестана для обсуждения вопроса о помощи чеченцам и объявления газавата. На бурном заседании была вынесена резолюция:
1. Не объявлять войны Добровольческой армии
2. Войска, города и берег моря передать Добровольческой армии, с тем, чтобы дагестанцам остался их закон
3. Послать в Темир-Хан-Шуру представителей от беков и духовенства и предложить правительству присоединиться к этому постановлению или сложить власть, передав её новым выборным лицам[66]

В обстановке экономического кризиса, всеобщей забастовки и общественного недовольства обанкротившееся Горское правительство 15 мая подало в отставку, и бывший помощник военного министра генерал Халилов приступил к формированию «военного кабинета».

## Деникинская оккупация

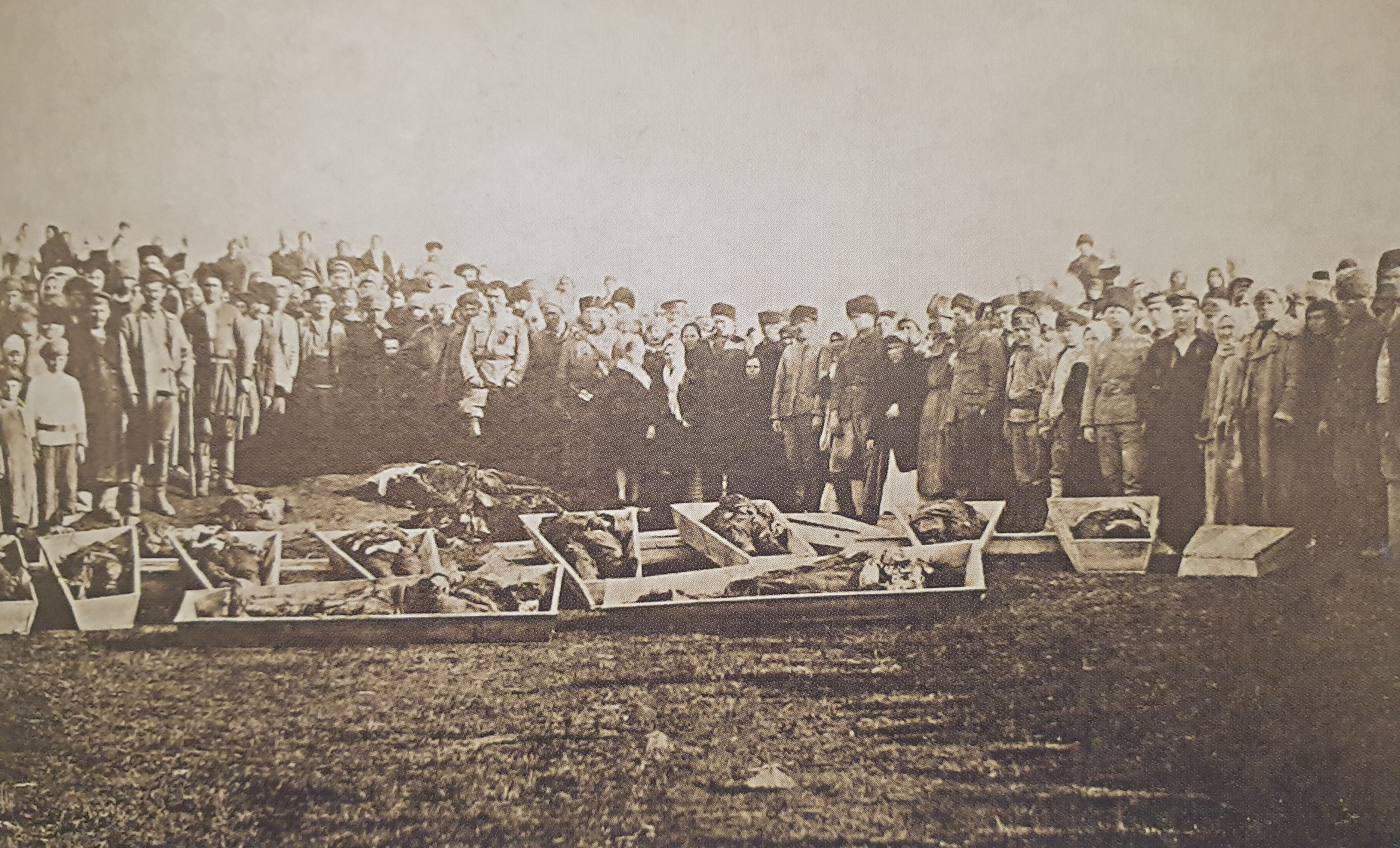
Раскопки убитых деникинцами жителей Петровска около городской тюрьмы. 1920 год.

После того, как Верхний Дагестан высказался за приход в область Добровольческой армии, весь Хасавюртовский округ заявил о своем подчинении, а Горское правительство Коцева — Капланова пало, грозненская колонна генерала Д. П. Драценко, закончившая усмирение плоскостной Чечни, вступила в Дагестан и продвигалась вперед, не встречая сопротивления. 21 мая, совершив последний переход по железной дороге, белые заняли Петровск, а 23 мая Дербент.
23 мая председатель Горского правительства генерал Халилов направил Деникину телеграмму, в которой сообщал, что правительство сего дня в 10 часов вечера сложило свои полномочия. Дагестанская фракция парламента совместно с исполняющим должность шейх-уль-ислама и группой интеллигенции, обсудив создавшееся положение, предложила парламенту отставку кабинета принять, а союзный Совет горцев Кавказа закрыть. В то же время, учитывая, что до созыва дагестанского областного совета край не может находиться без власти, дагестанская фракция и представители народа и духовенства избрали генерал-майора Халилова главой временного правительства. Он сообщал о готовности немедленно начать переговоры.
Результатом переговоров было признание Дагестаном власти Добровольческой армии, с предоставлением области автономии. Прибывший в Темир-Хан-Шуру 3 июня главноначальствующий Северного Кавказа генерал Эрдели назначил Халилова до созыва народного совета временным правителем Дагестана.

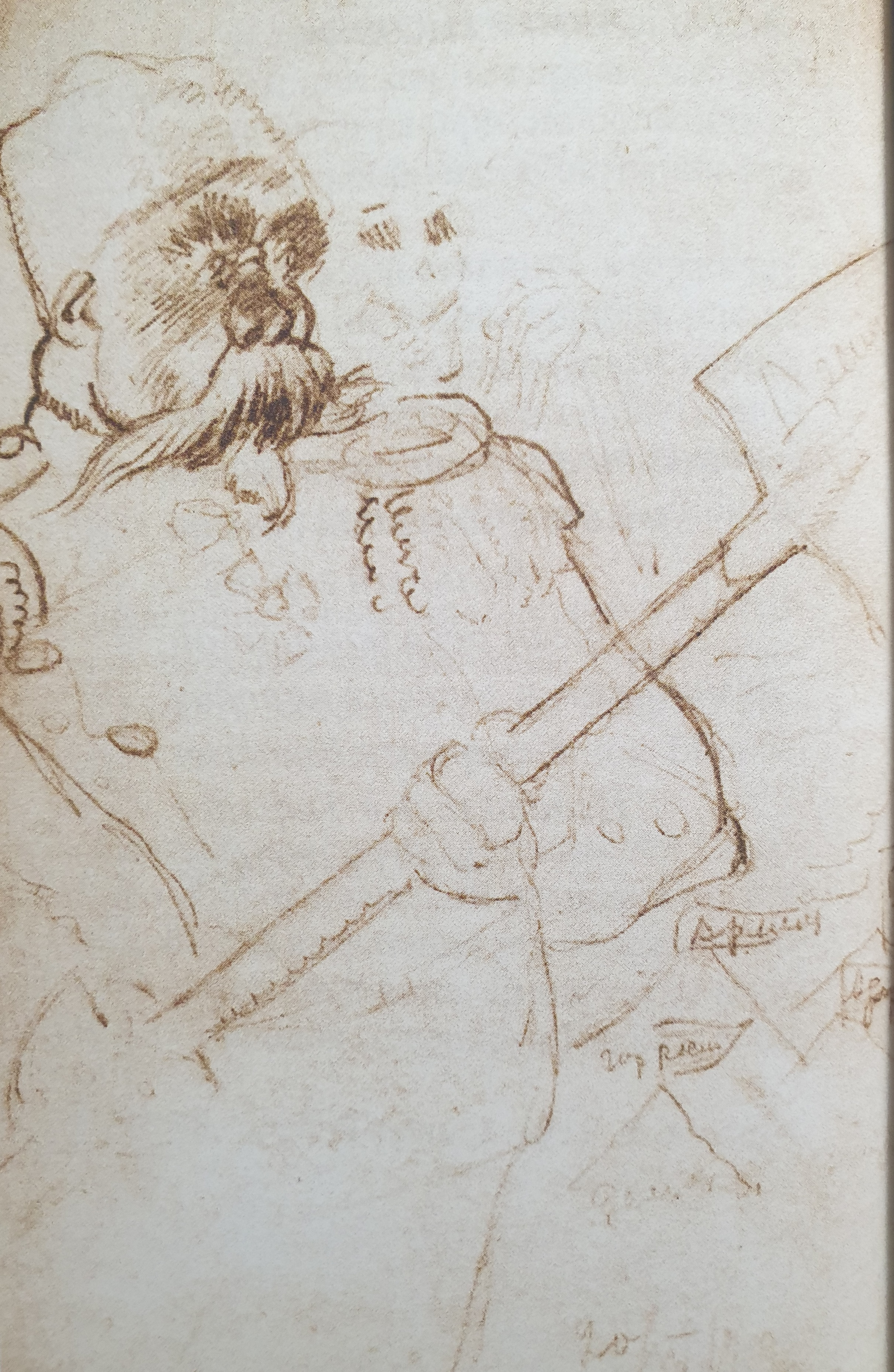
Эскиз карикатуры на Антона Деникина за авторством дагестанского художника Халил-бека Мусаясула

Горский парламент в это время был расколот на два лагеря — сторонников и противников деникинского вторжения в Дагестан. Первых возглавил Гоцинский, вторых — шейх Али-Хаджи Акушинский и Узун-Хаджи, которые обратились к народу с призывом к вооруженной борьбе против добровольцев.

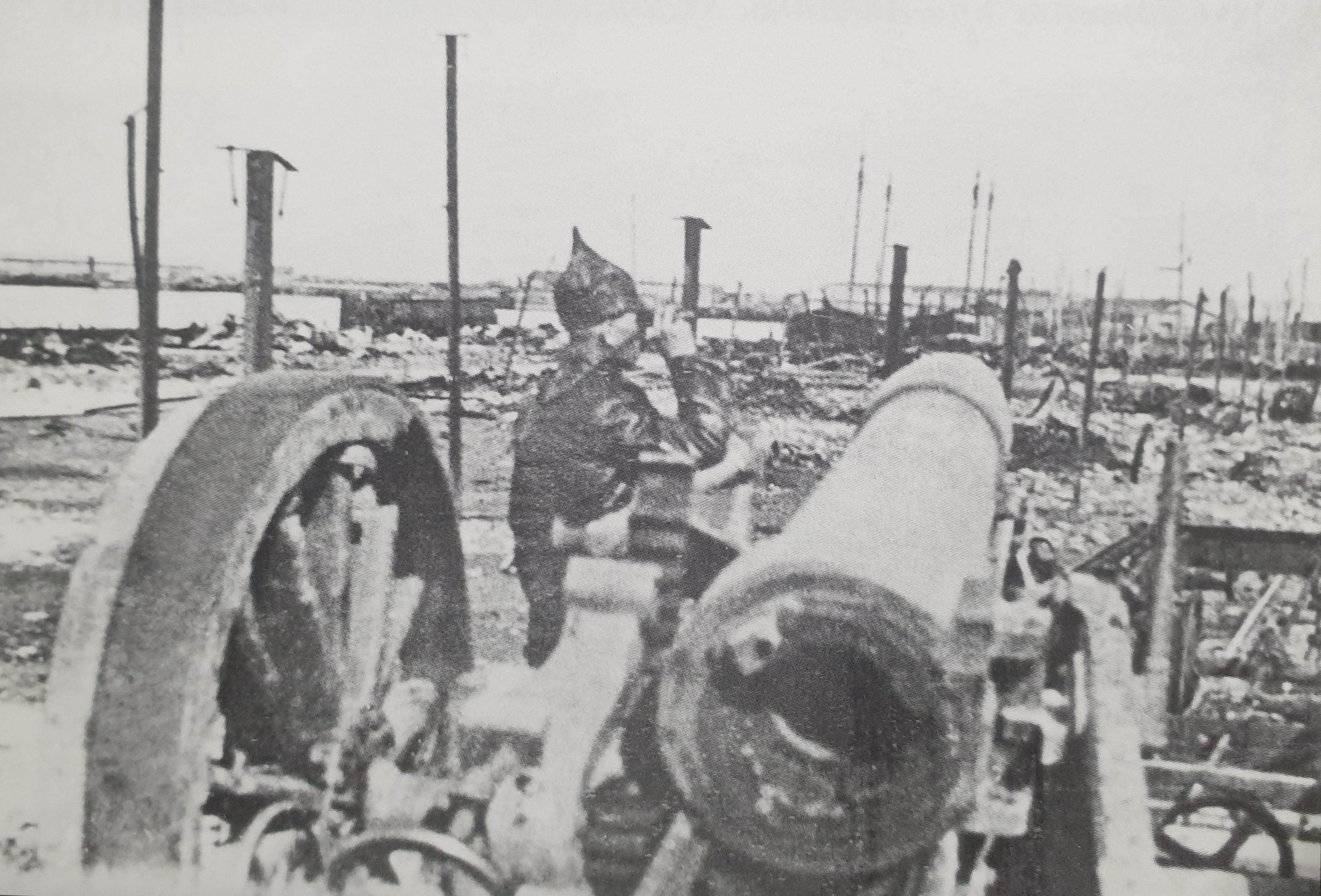
Орудие, захваченное у деникинцев при взятии Петровска. 1920 год

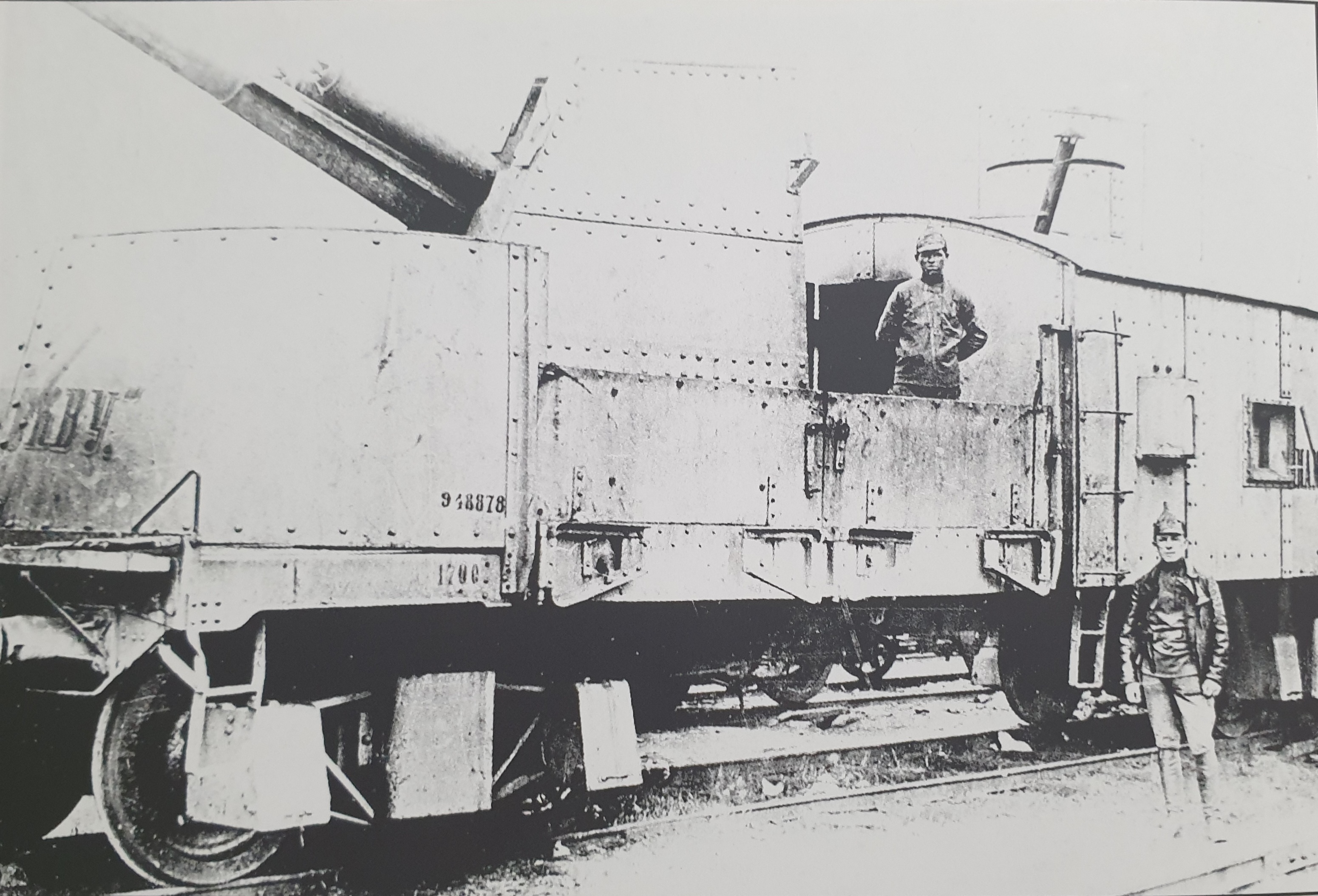
Бронепоезд деникинцев, захваченный частями Красной Армии на станции Чирюрт. 1920 год.

## Англо-добровольческий конфликт
Вопрос о Дагестане вызвал дипломатический конфликт Деникина с англичанами.
Британское правительство направило на Восток нескольких представителей. В Екатеринодаре находился представитель при Добровольческой армии генерал Ф. К. Пуль; в Тифлисе — генерал Ф. Форестье-Уокер, начальник экспедиционного корпуса (27-я и части 13-й и 89-й дивизий), оккупировавшего Закавказье и Закаспий и насчитывавшего 15—20 тыс. чел. Уокеру подчинялись начальники отрядов генералы Моллисон, части которого летом 1919 находились в Мешхеде, Асхабаде и Красноводске, Томсон в Баку и Кук-Коллис в Батуме. Над Пулем и Уокером стоял генерал Джордж Милн — главнокомандующий британскими войсками на Востоке, с резиденцией в Константинополе. Сменивший Пуля генерал Чарлз Бриггс подчинялся непосредственно военному министру Черчиллю. Эта сложная схема позволяла англичанам проводить одновременно две противоположных политических линии — русофильскую и русофобскую, то есть добиваться одновременно противодействия большевизму и закрепления британского экономического влияния в Закавказье.
8 декабря 1918 генерал Томсон опубликовал обращение «К народам Северного Кавказа», обещая им вооруженную помощь Англии и устроение судьбы на союзной конференции, поддержал Горское правительство, которое иначе окончательно бы кануло в забвение, скомпрометировав себя союзом с турками. Полковник Роулинсон был назначен командующим горско-терскими формированиями и от имени своего правительства Томсон устанавливал зону английского влияния к югу от линии, проходящей через Петровск по северо-западной границе Дагестана и далее по Кавказскому хребту. Назначение В. П. Ляхова главноначальствующим Терско-Дагестанского края он считал вмешательством в сферу английского влияния. Деникин при поддержке генерала Пуля протестовал против этого.
Чтобы не допустить проникновения добровольцев в Дагестан, Томсон распорядился направить колонну британских войск вдоль железной дороги от Петровска по направлению к Грозному. Задача формулировалась просто: «занять Грозный возможно скорее». Скорее всего, им двигало стремление овладеть грозненской нефтью. Слухи об английской угрозе заставили Деникина поторопиться со взятием Грозного. Как писал начальник Особого совещания А. С. Лукомский, «дабы не было каких-либо печальных недоразумений или трений в случае, если бы Грозный со своими нефтяными источниками был занят британскими войсками, начальнику отряда, направленного на Грозный, было приказано его занять до подхода британских войск».
3 февраля в Екатеринодар приехал сменивший Пуля генерал Бриггс и привез ответ (телеграмма военного министерства от 1 февраля), что англичане не против командировки добровольческого генерала на Каспий для формирования войск, но Деникин не должен вмешиваться в район к югу от линии Кизил-Бурун — Закаталы — Кавказский хребет — Туапсе.
Томсона это не вполне удовлетворило. Заняв одним батальоном Петровск, он продолжал оказывать моральную поддержку Горскому правительству и принимал меры к уничтожению русского влияния на Каспии. Деникину он сообщил через Эрдели (телеграмма от 25 января), что «все русские заводы, железные дороги и учреждения перешли к Азербайджану» и что «смотреть на Баку и Дагестан как на нашу (русскую) базу мы не сможем». Это вызвало очередной протест Деникина, указывавшего на стратегическое значение каспийского побережья ввиду угрозы со стороны Астрахани.
11 марта из Лондона пришла телеграмма, поддерживавшая позицию Уокера — Томсона, убеждавшая Деникина не вводить войска в Дагестан, сместить Ляхова, и разъяснявшая, что линия, указанная в телеграмме от 1 февраля, относится только к действиям против большевиков. Эта телеграмма, составленная в ультимативном тоне, убедила добровольцев, что английские планы идут гораздо дальше оккупации Закавказья: устранение русских с Каспийского моря и занятие Петровска, Баку, Энзели и Красноводска — это путь в направлении оккупации Средней Азии.
Невзирая на противодействие англичан, стратегическая директива ставила командующему войсками Терско-Дагестанского края следующую задачу: «Продолжать очищение Северного Кавказа до линии Кизил-Бурун — Закаталы — Кавказский хребет, прикрывать пути от Астрахани вдоль побережья Каспийского моря и на Святой Крест и иметь наблюдение за побережьем Каспийского моря, не допуская десанта противника». Следовало лишь дождаться подходящего момента для ввода войск в Дагестан.
Когда Дагестан был занят частями ВСЮР, британская военная миссия 28 мая сообщила Деникину, что Черчилль отрицательно отнесся к занятию русскими Дербента. Минуя екатеринодарскую миссию и Деникина, английское военное министерство отдало распоряжение своему закавказскому командованию, в результате чего 3 июня начальник петровского отряда добровольцев получил требование от имени британского правительства отвести войска севернее линии, которая начинается в 5 милях к югу от Петровска и идет параллельно Грозненской железной дороге.
Генерал Корри, сменивший Уокера, 29 мая сообщил председателям грузинского и азербайджанского правительств, что демаркационная линия между Деникиным и закавказскими государствами должна проходить от устья Бзыби к северу по этой реке до границы Сухумского округа, дальше восточнее по границам Кутаисской и Тифлисской губерний и Дагестанской области до пункта в 5 милях к югу от железной дороги Петровск — Владикавказ, оттуда к юго-востоку параллельно железной дороге до точки на побережье Каспийского моря в 5 верстах к югу от Петровска.
Азербайджан нотой от 9 июня, полученной в Екатеринодаре 24-го, также требовал от Деникина выполнять предписания англичан.
Деникин приказал Эрдели войска из Дербента не выводить и английских требований не выполнять. Азербайджанцам его представитель заявил, что Дагестан подчинился добровольно и оставлен не будет, но Азербайджану ничто не угрожает, англичанам же была направлена нота протеста. Этот протест, поддержанный екатеринодарской миссией, имел успех, и новый английский командующий в Баку генерал Шательворт сообщил азербайджанскому правительству в начале июля об отмене демаркационной линии и включении в зону Добровольческой армии всего Дагестана.

## Комментарии
1. ↑  Англичане выдали ему более 75 млн рублей ассигнациями, по-видимому, напечатанными в Англии
2. ↑  Деникин, с. 222. Договор был подписан 10 декабря 1918 Чермоевым, Коцевым, Сапрновым и Киреевым, аналогичное соглашение по военным вопросам было заключено 14 января 1919 между князем Тарковским и генералом Колесниковым